# Yahya ibn Abd-al-Aziz
Yahya ibn Abd-al-Aziz (àrab: يحي بن عبد العزيز, Yaḥyà b. ʿAbd al-ʿAzīz) (? - Salé, 1161/1162) fou emir de la dinastia hammadita d'una data entre 1121 i 1125 al 1152. Va succeir el seu pare Abd-al-Aziz ibn al-Mansur.
Quan encara era príncep hereu el seu pare li va encarregar la defensa de la Kala dels Banu Hammad que era atacada pels hilàlides. En pujar al tron va deposar l'emir khurasànida de Tunis Ahmad ibn Abd al-Aziz a qui va deportar a Bugia (on va morir) i va donar el govern de Tunis a un dels seus oncles (1128) restant Tunis en poder dels hammadites fins al 1048/1049.
En una data desconeguda del seu regnat, aprofitant una revolta a Tozeur d'un notable contra els Banu l-Rand de Gafsa, es va apoderar de Tozeur i va fer presoner al cap rebel que fou enviat a Alger (on va romandre presoner fins a la seva mort).
El 1135 va fer una expedició contra Mahdia, per mar i terra. Se suposa que havia estat cridat per una de les faccions de la ciutat, probablement pels descontents contra l'emir zírida al-Hasan ben Ali (1121-1148) que havia hagut de fer grans concessions a Roger II de Sicília. L'expedició fou rebutjada mercès a l'ajut naval sicilià a l'emir zírida.
El 1141 o 1142 va contactar amb el califa fatimita Al-Hàfidh (1130–1149) i el va reconèixer, però tot seguit va reconèixer novament al califa abbàssida i va emetre moneda a Bugia amb el nom del califa al-Muktafi.
El 1143 els normands sicilians van atacar Djidjelli, i el 1144/1145 van atacar Brechk (entre Cherchell i Ténès). El 1148 el zírida Al-Hasan ben_Ali fou enderrocat pels sicilians dirigits per l'almirall Jordi d'Antioquia; l'emir va fugir i es va refugiar amb Yahya ibn al-Aziz, que el va posar sota custòdia a Alger per por que no contactés amb el califa almohade Abd al-Mumin, que governava Marràqueix. Yahya va fer portar a Bugia tots els tresors que encara eren a la Kala dels Banu Hammad.
El 1152 els almohades ven fer la seva conquesta fulminant del Magreb central i van ocupar Tlemcen, Miliana, Alger (on el zírida al-Hasan i el xeic dels athbadj van fer submissió a Abd al-Mumin) i finalment Bugia (agost de 1152). Yahya havia fugit a Bona i després va passar a Constantina. Abd Allah, fill d'Abd al-Mumin va ocupar la Kala i després les seves forces van marxar cap a Constantina; una batalla prop de la ciutat, va acabar amb avantatge pels almohades, i Yahya es va rendir i fou portat a Bugia on el califa Abd al-Mumin el va rebre i li va donar un bon tracte, enviant-lo amb la seva família a Marràqueix on va viure d'una bona pensió de l'estat almohade.
Yahya, que era un caçador apassionat, va viure uns anys dedicat a aquesta activitat. El 1153 es va traslladar a Sale amb el califa almohade.